# Osmosatno radno vrijeme
Osmosatno radno vrijeme ili osmosatni radni dan, u zemljama engleskog govornog područja poznat i kao Pokret za 40-satni tjedni rad, bio je društveni pokret radničkog sloja koji svoje korijene ima u Industrijskoj revoluciji i pojavio se usporedno s osnivanjem radničkih pokreta. Predstavljao je odgovor radnika na teške uvjete rada, izrabljivanje djece i radno vrijeme između 10 i 16 sati.
Prvi tvorničar koji je uveo osmosatni radni dan bio je Nijemac Robert Bosch 1906. godine. Prva država koja je uvela osmosatno radno vrijeme je Urugvaj 1915. godine, na poticaj tadašnjeg predsjednika Joséa Batllea y Ordóñeza. 
U Hrvatskoj, tad unutar Kraljevine SHS, je izboreno osmosatno radno vrijeme 23. listopada 1919.